# Kyra Carusa
Kyra Taylor Carusa (født 14. november 1995 i San Diego) er en kvindelig irsk/amerikansk fodboldspiller, der spiller angreb for San Diego Wave I den amerikanske NWSL og Irlands kvindefodboldlandshold.

## Karriere
I 2019, blev Carusa indkaldt til træning ved Sky Blue FC i National Women's Soccer League (NWSL). Forinden havde hun spillet for Georgetown University, hvor Carusa hun havde scoret 10 mål i løbet af sæsonen og lavet 12 assists som angriber.
I april 2019, skiftede hun så til den franske klub Le Havre AC. Hun nåede dog kun at spille 3 kampe for klubben og score 4 gange, indtil hun skrev under med den danske klub HB Køge i 1. division, i februar 2020.
Med klubben vandt hun også det danske mesterskab i 2021, for første gang i klubbens historie. Samtidig kvalificerede holdet sig også til klubbens førte UEFA Women's Champions League, den kommende sæson. Hun var desuden også til at finde på Årets hold i Gjensidige Kvindeligaen sæson 2020-21, på angrebspositionen.
Hun fik officiel debut på det irske A-landshold i februar 2020, ved EM 2022-kvalifikationen, efter at have modtaget sit irske statstborgerskab. Hun fik statsborgerskabet, eftersom hendes bedsteforældre er fra Irland.

## Meritter
- Elitedivisionen
  - Guld: 2021[5]